# Tűzróka (film)
A Tűzróka egy 1982-es amerikai kalandfilm, melynek rendezője és főszereplője Clint Eastwood. A film Craig Thomas regénye alapján készült.

## Cselekmény
A történet a fiktív MiG-31, más néven Tűzróka (Firefox) nevű új orosz vadászrepülő megszerzése körül bonyolódik, amelynek hadrendbe állításával felborulna a hidegháború viszonya a szovjetek javára, mivel rendkívül fejlett harci eszközök garmadájával rendelkezik, ezért még az előtt meg kell szerezni a még fejlesztés alatt lévő gépet, hogy gyártásba kerülne. Ehhez egy minden szempontból megfelelő ügynököt kell küldeni a Szovjetunióba, aki majd ellopja és nyugatra repül vele. A választás az amerikai veterán katonai pilótára, Mitchell Gantre esik. Gant a felkészülés után mintegy titkosügynökként Moszkvába utazik, hogy az ottani segítői révén a helyi szerveket elterelő, szövevényes, gyilkosságokat sem mellőző konspirációkkal tarkítva végül eljusson a titkos bázisra, ahol a különleges repülőt őrzik. Ám Gantnek a géppel még fel is kell szállnia és biztonságos légtérbe is kell jutnia...

## Szereplők
| Szerep               | Színész         | 1. magyar hang | 2. magyar hang      | 3. magyar hang    |
| -------------------- | --------------- | -------------- | ------------------- | ----------------- |
| Mitchell Gant        | Clint Eastwood  | Koncz Gábor    | Koroknay Géza       | Szokolay Ottó     |
| Kenneth Aubrey       | Freddie Jones   | Horkai János   | Láng József         | Dobránszky Zoltán |
| Buckholz             | David Huffman   |                | Barbinek Péter      | Selmeczi Roland   |
| Pavel Upenszkoj      | Warren Clarke   |                | Várkonyi András     | Várkonyi András   |
| Dr. Szemelovszkij    | Ronald Lacey    | Uri István     | Harsányi Gábor      | Csuja Imre        |
| Kontarszkij ezredes  | Kenneth Colley  | Áron László    | Beregi Péter        | Rosta Sándor      |
| Vlagyimirov tábornok | Klaus Löwitsch  |                | Varga T. József     | Cs. Németh Lajos  |
| Pjotr Baranovics     | Nigel Hawthorne | Matus György   | Papp János          | Uri István        |
| Első titkár          | Stefan Schnabel |                | Velenczey István    | Szabó Ottó        |
| Brown ezredes        | Thomas Hill     |                | Juhász Tóth Frigyes |                   |
| Viktor Lanyev őrnagy | Clive Merrison  |                | Cs. Németh Lajos    | Balázsi Gyula     |

## Érdekesség
- A moszkvai jelenetek egy része Bécsben készült, amik forgatását Craig Thomas, a történet írója a feleségével együtt meg is látogatott Eastwood invitálására.
- A valódi MiG–31-es repülő neve amúgy nem Firefox, hanem Foxhound.